# 禄赐
禄赐（William Armstrong Russell，1821年—1879年10月5日）是一位爱尔兰圣公会传教士，圣公会华北教区主教（会督）。
1821年，禄赐出生在爱尔兰蒂珀雷里郡乡村，就读于科克的米德尔顿学校，和都柏林三一学院。1847年接受按立，同年作为英国圣公会差会传教士，与哥伯播义（戈柏，Robert Henry Cobbold）一同被派往中国。
1848年5月，他们到达宁波，是早期进入宁波的新教传教士。他们先在北门佑圣道观内租屋暂住，学习语言，然后在鼓楼西侧的贯桥头（今解放北路）购屋传教，传教三年后，到1851年开始有两人受洗加入教会。1852年，禄赐与女教士艾迪绥（Mary Ann Aldersey）所办女塾的教习玛丽·安（Mary Ann Leisk）结婚。1854年，他们在县学街东端建立第一座礼拜堂，名为仁恩堂，禄赐后来成为宁波会吏长。禄赐将大部分新约一部分旧约以及公祷书翻译成宁波方言，此外还写了许多传单和短文。
1872年11月，英国圣公会成立华北教区，辖管浙江及以北各省教务，任命禄赐为首任主教，12月15日在西敏寺接受祝圣。主教座堂设于上海圣三一堂。他回到中国后，任命四名中国人为会吏和牧师， 发展了近三百名中国基督徒，以及数座差会教堂。1877年在孝闻街建成哥特式的基督堂，又在镇明路大庙前建立分堂（仁义堂）。
1879年10月5日，禄赐在上海去世。
1948年5月，中華圣公会浙江教区鄞城牧区在宁波大梁街动工兴建一座新堂，定名为百年堂，用以纪念英国圣公会在1848年派遣两位传教士禄赐与戈柏，进入宁波传教一百周年。